# 核按鈕手提箱

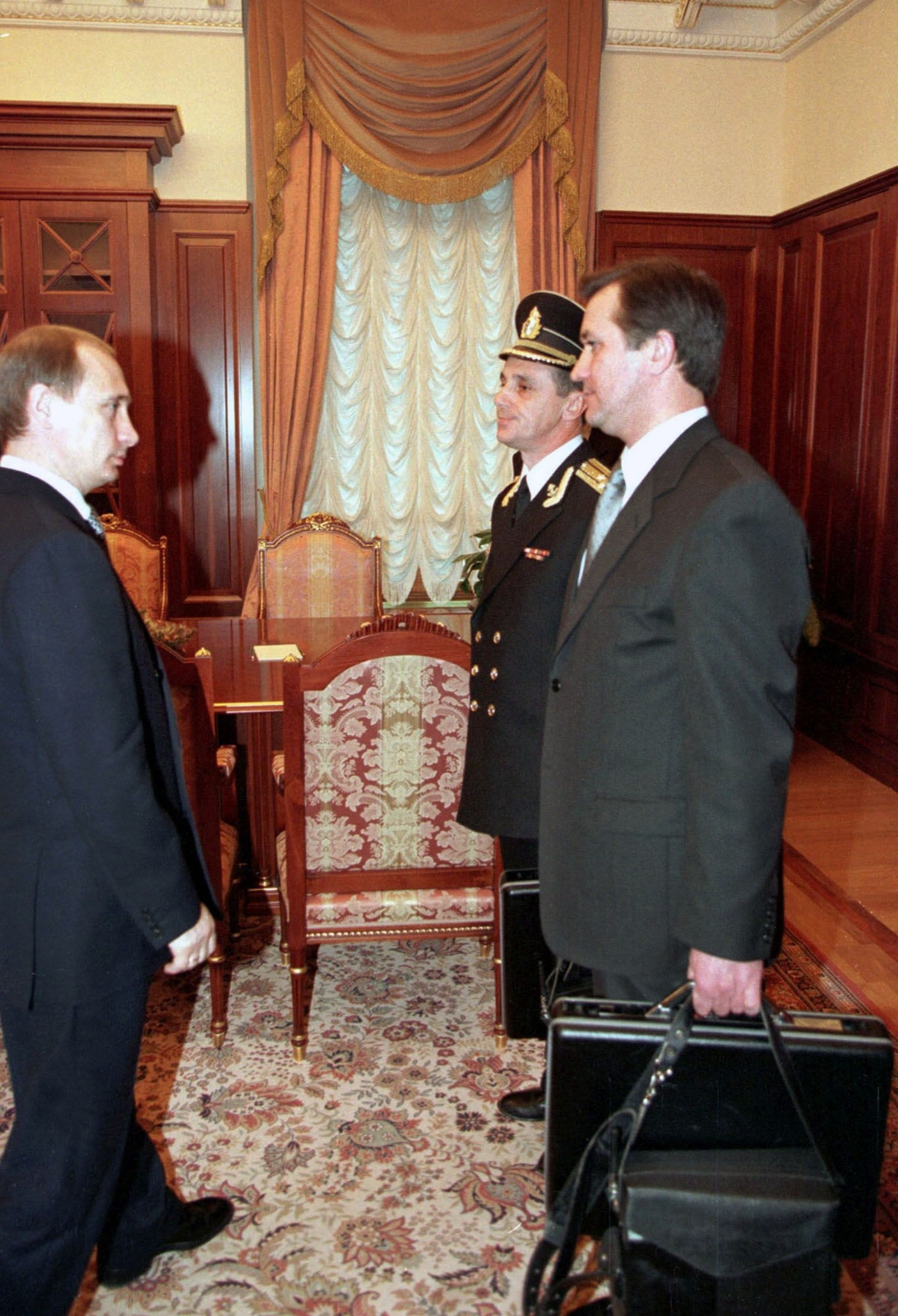
1999年12月31日，新任俄羅斯總統普京（左）於莫斯科克里姆林宮接收核按鈕手提箱。

核按鈕手提箱或稱核手提箱（英語：Nuclear briefcase）、核按钮，是種多个擁有核武器國家的领导人（包括美國總統、前蘇聯最高領導人、俄羅斯總統、英國首相、法國總統等）獨有配备、隨身攜行和具特殊设计的手提箱，內藏可向所属國家下達發射核武器指令的按鈕，方便上述最高領導人隨時隨地都能下達使用該國核武器的命令。

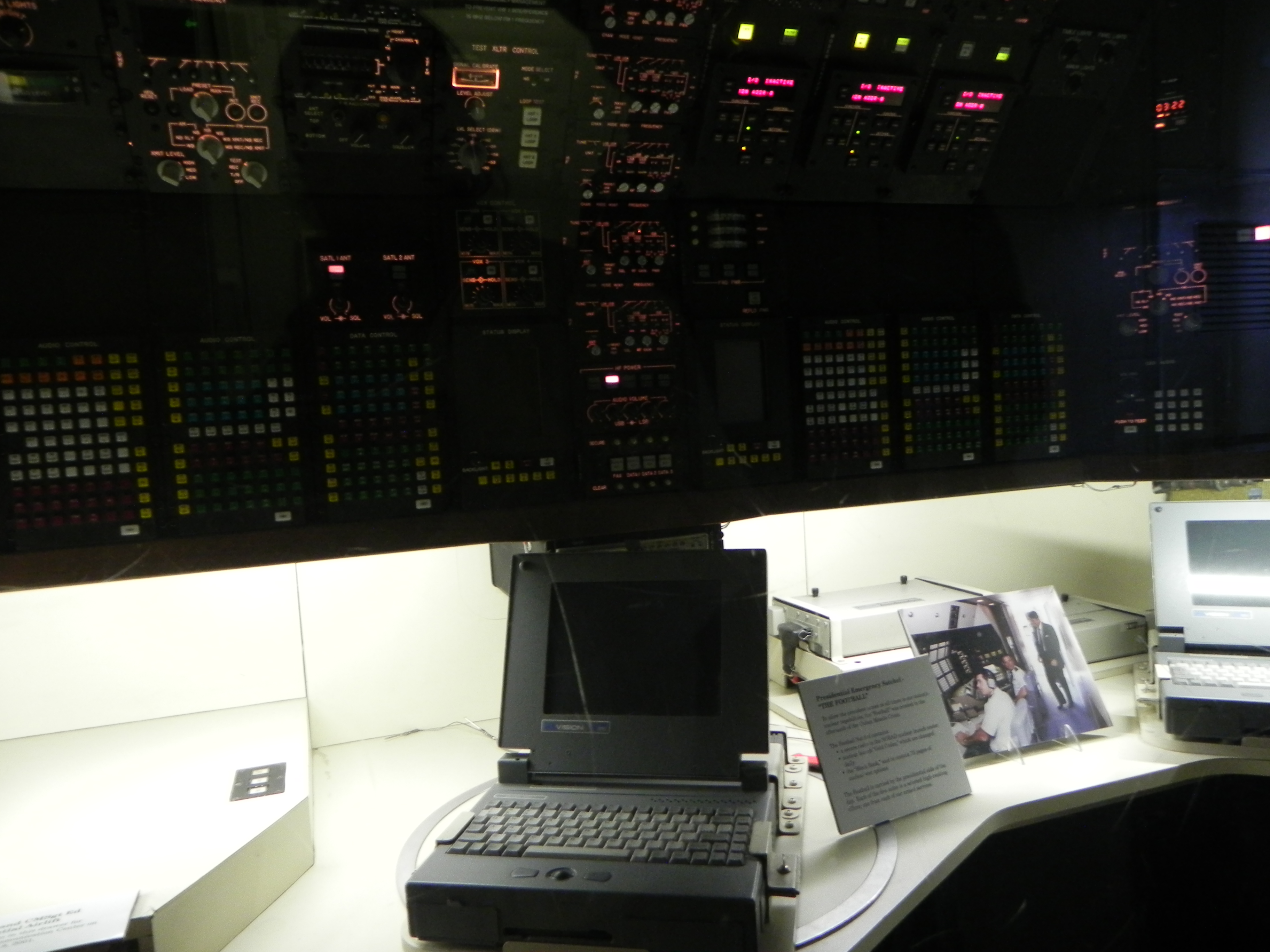
雷根時代的核手提箱展開狀態

## 歷史

### 美國
美國的核按鈕手提箱最早由第34任美國總統艾森豪威爾時期初见雛形，至第35任美國總統約翰·甘迺迪經歷古巴導彈危機后，對於美國核武器不在其全權掌管下感到擔憂，尤其擔心美國軍隊可能於未經由其批准的情况下擅自使用核武器攻擊蘇聯。故此，肯尼迪下令設計一個可以確保擁有絕對安全水準的核按鈕手提箱系統。從此，只有美國總統才有權力下達使用核武器的命令。

### 英國
每位英國首相上任時，都會從英國內閣秘書領取來自前任首相放置在唐寧街十號的紅色手提箱，內藏財政預算案及核按钮。英國首相可以在英國國防部大臣及三軍總參謀等高級官員的見證下按核按钮。

### 法國
每位法國總統上任時，都會在爱丽舍宫地下核战略武器指挥中心「朱庇特」（法國總統在此下达使用核武器的命令）进行核按钮密码的交接儀式。當法國總統不在國内時，則會攜帶核武器密码箱，可以直接與「朱庇特」通訊，使得法國總統在國外也可以隨時下達使用核武器的命令。

## 設計

### 美國
美國的核按鈕手提箱俗称「核足球」（Nuclear football），外表為一個黑色柔軟皮包，皮革底下，縫有由美國澤羅·哈利布頓公司專門製造的鈦金屬包裝，總重量18公斤，安裝有密碼鎖。手提箱內裡安裝有一部衛星信號發射接收器，具有保密電話功能，可以直接與五角大樓核戰爭中心及美國空軍指揮部通訊。另外內附四份文件，包括：一份被稱為「黑色手冊」，羅列四種核武器攻擊程度不同的行動方案，記錄美國的核彈數目、部署地點及發射預定路綫等内容的文件；一份秘密基地名單，羅列了在緊急情況下可供美國總統使用的秘密基地的名單；一份緊急廣播程序，記錄進行核武器攻擊後，美國總統在進行全國廣播的程序；一張認證卡，記載有美國總統的認證號碼，此卡未被確認時，以美國總統名義下達的任何命令均为無效。

### 俄羅斯（蘇聯）

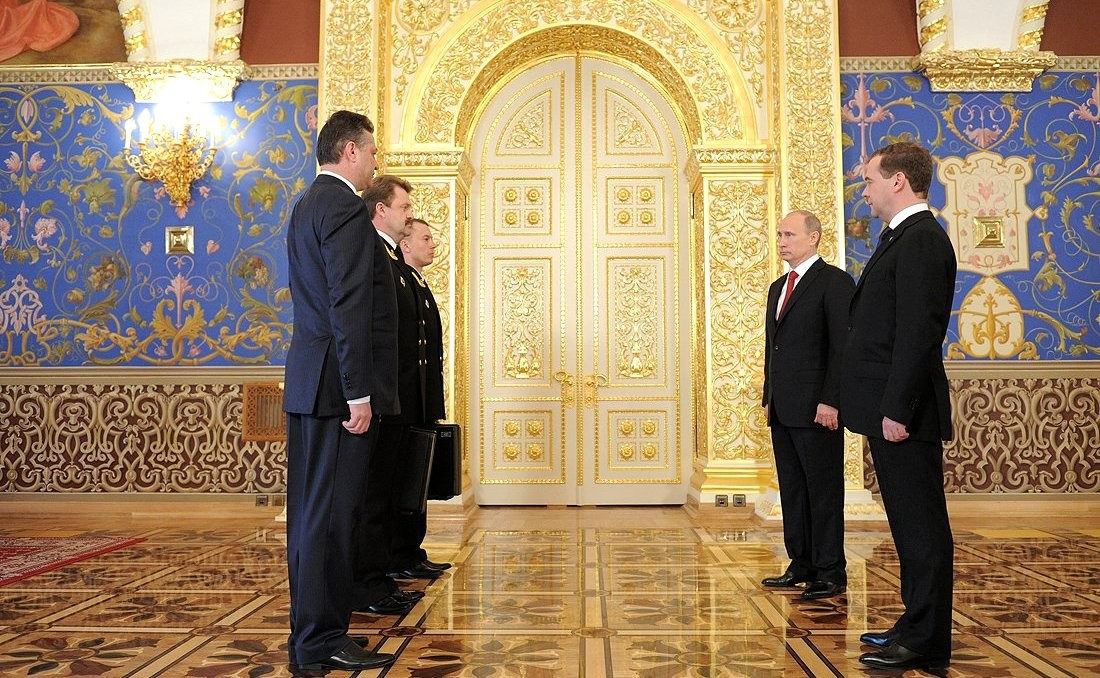
俄羅斯「切格特」移交儀式。

俄羅斯的核按鈕手提箱名為「切格特」（俄語：Чегет），單面厚度達到10厘米，總重量為10公斤，具備防震及防干擾功能，並且設有自動保護裝置，如果多次輸入錯誤密碼，核按鈕手提箱將會自動失效。切格特讓俄羅斯總統能透過機密的電子指揮控制網路「卡茲柏克」（Kazbek），與最高軍事將領和戰略火箭部隊連繫，對持有核密碼的參謀司令部與後備指揮部等單位下達發射命令，卡茲柏克同時支援另一個名為「卡夫卡茲」（Kavkaz）的系統。手提箱裡有各種按鈕，在「指揮」區塊有兩個按鍵：一個是用於「發射」的白色按鈕，和另一個用於「取消」的紅色按鈕。而俄羅斯國防部長以及參謀總長也很可能持有與切格特類似的手提箱。

## 安全
由於核按鈕手提箱極其重要，不容有失，故此各個擁有核按鈕手提箱的國家通常都有專門負責其安全及保安任務的保鏢。

### 美國
美國的核按鈕手提箱由5名副官轮流保管，每次由1人負責其安全及保安任務；此5名副官均是從美國軍事單位中挑選、經嚴格背景調查的軍官，包含了五大軍種，并有权在事先不发出警告下当场击毙任何可疑的来犯者。。

## 事件
根據前美國空軍中校帕特森出版的書籍，及前美國參謀長聯席會議主席休·謝爾頓於2000年代出版的回憶錄裡記載，前美國總統比爾·克林頓於2000年曾經將用來打開核按鈕手提箱的密碼卡遺失數月。
根據英國《每日郵報》援引俄羅斯《莫斯科共青團報》報道，俄羅斯總統普京於2013年3月在南非德班出席金磚國家領導人高峰會議時，其保鏢被駐守於會議場地的南非保安人員要求將懷疑安裝有核武器發射密碼的手提箱接受安全檢查儀器掃描，俄羅斯人員拒絕此要求，期間俄羅斯保鏢被一度趕出會議現場，南非保安人員亦試圖將俄羅斯禮賓團隊及情報團隊中的部分人員趕出會議中心，甚至一度不准許俄羅斯外交部外交部長谢尔盖·拉夫罗夫進入會議現場。俄羅斯記者維多利亞·普裏霍季科表示，雙方在氣憤及互不諒解的情況下更發生了肢體衝突，俄羅斯人員先行對南非保安人員推撞，後者隨後還擊。最終，一名南非陸軍上校趕到現場解決了問題，俄羅斯團隊獲得准許攜帶核按鈕手提箱進入會議現場，惟部份人員被逼從後門進場。其後，克里姆林宮將這次衝突的責任歸咎於南非，發言人佩斯科夫表示：「這次事故的發生是因為主辦方面的過失。 」還譏諷道：「他們組織足球比賽的能力可能還好一點。」